# Punta Baretti
De Punta Baretti is een 4026 meter hoge top aan de Italiaanse zijde van het Mont Blancmassief.
Het is een kleine spitse top op de noordgraat van de Mont Brouillard (4065 m) die 270 meter noordelijker ligt. De Punta Baretti is een weinig zelfstandige berg maar is toch door de UIAA (Union Internationale des Associations d'Alpinisme) op de officiële lijst van vierduizenders geplaatst.
Op 28 juli 1880 werd de Punta Baretti voor het eerst beklommen door Jean-Joseph Maquignaz en Martino Baretti. Naar deze laatste is de top vernoemd.